# Hospital Sótero del Río (estación)
Hospital Sótero del Río es una estación ferroviaria que forma parte de la línea 4 de la red del Metro de Santiago de Chile. Se encuentra en viaducto elevado entre las estaciones Elisa Correa y Protectora de la Infancia.

## Características y entorno
Esta estación tiene la peculiaridad de tener accesos subterráneos por los costados ya que se encuentra junto al Complejo Asistencial Dr. Sótero del Río, al ser éste uno de los hospitales más concurridos en el sector sur de Santiago. También se puede encontrar en sus cercanías la Sucursal de la Comunidad Religiosa Testigos de Jehová, el centro de formación técnica Santo Tomás y un parque ubicado en Gabriela Poniente.
El nivel de mesanina se encuentra de forma subterránea, siendo esta estación un caso particular dentro de las estaciones en forma de viaducto elevado.
Esto debido principalmente para hacer más expedito el tránsito de personas entre el Hospital y la estación. La estación posee una afluencia diaria promedio de 32 616 pasajeros.

### Accesos
| Acceso | Intersección            |
| ------ | ----------------------- |
| A      | Hospital Sótero del Río |
| B      | Hospital Sótero del Río |

## MetroArte
El 6 de octubre de 2021 fue inaugurado un mural, titulado Pausa, en uno de los accesos de la estación en homenaje a los profesionales de la salud que luchan por la pandemia de COVID-19. La obra fue pintada por Alme Yutronic.

## Origen etimológico
Su nombre proviene del Hospital Dr. Sótero del Río, el que se ubica frente al costado oriente de la estación. Este hospital es el más grande de la zona sur de Santiago y uno de los más importantes de la capital.
Anteriormente la estación se iba a llamar Gabriela Poniente debido a que se ubica a pasos de la calle del mismo nombre.

## Galería

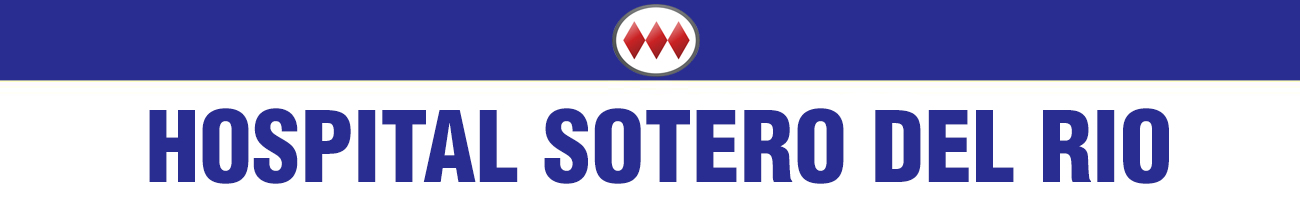
Cenefa utilizada actualmente en los andenes.

## Conexión con Red Metropolitana de Movilidad
La estación posee 6 paraderos de la Red Metropolitana de Movilidad en sus alrededores, los cuales corresponden a:
| Paradero/ Código                        | Recorridos |
| --------------------------------------- | --- |
| Parada 1 / Metro Sótero del Río (PF758) | 210 (Puente Alto) - 210e (Puente Alto) - 213e (Puente Alto) - F13 (Bajos de Mena) - F15 (Bajos de Mena) - F30n (Bajos de Mena)                                                                          |
| Parada 2 / Metro Sótero del Río (PF272) | F05 (Pie Andino) - F06 (Pie Andino) - F08 (Diego Portales) - F14 (Metro Plaza de Puente Alto) - F20 (Pie Andino) - F24 (Casas Viejas) - F27 (Villa Portezuelo Oriente)                                  |
| Parada 3 / Metro Sótero del Río (PF311) | E16 (Gabriela) - F05 (Metro La Cisterna) - F06 (Metro La Cisterna) - F08 (Villa Padre Hurtado) - F14 (Villa Padre Hurtado) - F20 (Metro La Cisterna) - F24 (Ciudad del Sol) - F27 (Villa Padre Hurtado) |
| Parada 4 / Metro Sótero del Río (PF759) | 210 (Estación Central) - 210e (Estación Central) - 213e (Plaza Italia) - F30n (La Moneda) |
| Parada 5 / Metro Sótero del Río (PF746) | 226 (Nonato Coo) |
| Parada 6 / Metro Sótero del Río (PF748) | 226 (Centro) - E16 (Metro Santa Rosa) - F13 (Mall Plaza Tobalaba) - F15 (Metro Elisa Correa) |